# خیرو بهتائی
خیرو بهتائی (به انگلیسی: Khairo Bhatti) یک شهرک در پاکستان است که در ایالت سند واقع شده‌است. خیرو بهتائی ۵۴ متر بالاتر از سطح دریا واقع شده‌است.